# Melanostoma subbituberculatum
Melanostoma subbituberculatum är en tvåvingeart som beskrevs av Kassebeer 2000. Melanostoma subbituberculatum ingår i släktet gräsblomflugor, och familjen blomflugor. Inga underarter finns listade i Catalogue of Life.